# 库博尔山
库博尔山（Mount Kubor），又称莱希山（Mount Leahy），以纪念探险家米克·莱希，是巴布亚新几内亚欽布省新几内亚高地库博尔山脉（Kubor Range）中的一座山峰。库博尔山是1933年由第一个勘察该地区的探险队成员命名的。